# Hustler (automobile)
Pour les articles homonymes, voir Hustler (homonymie).

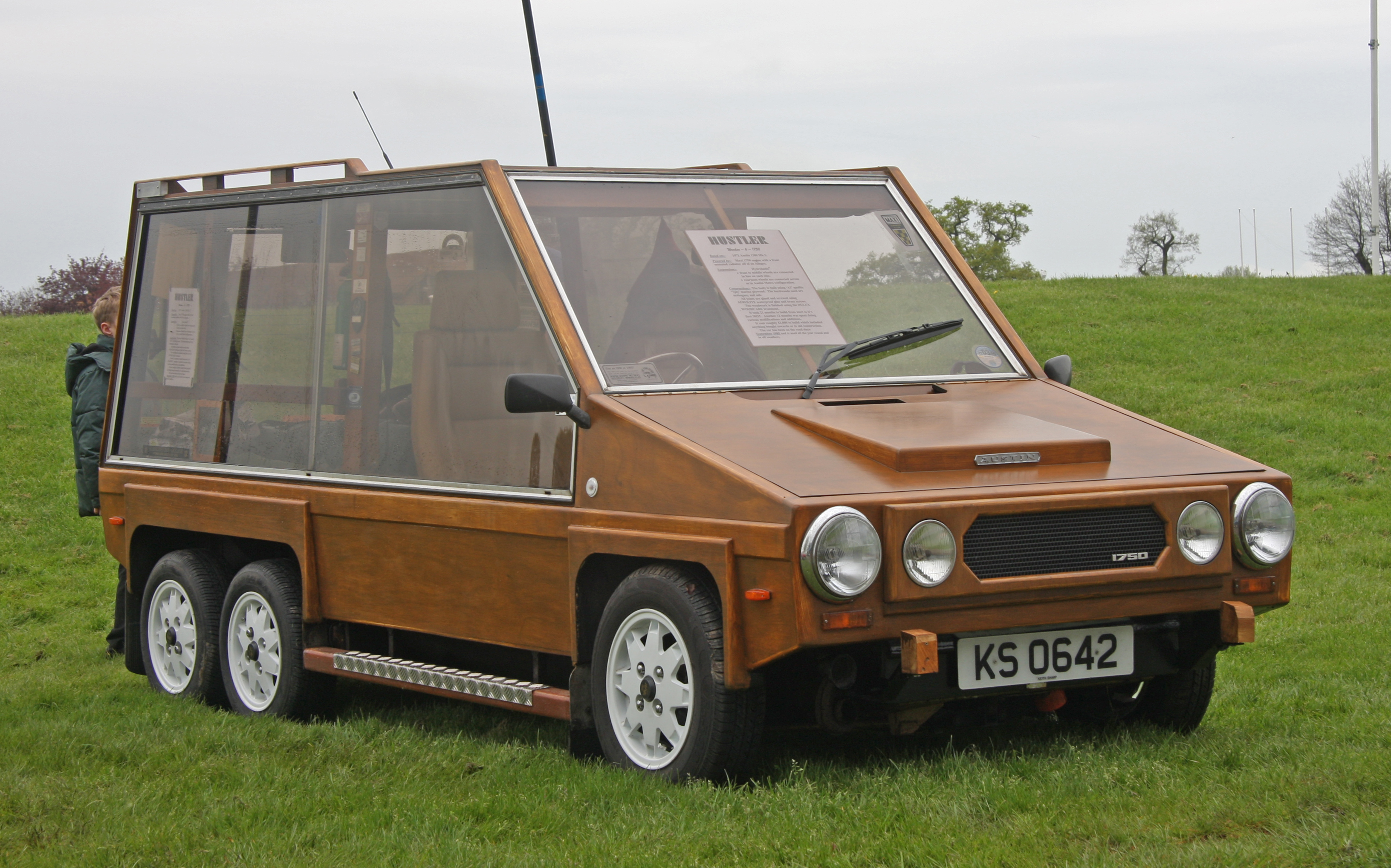
Une Hustler à six roues.

Hustler était une marque automobile britannique. La première Hustler est dessinée en 1978 par le designer William Towns sur une base de Mini et commercialisée plus tard sous forme de kit car par son propre studio de design, Interstyl. Elle sera déclinée en de nombreuses versions (modèles en bois ou encore à six roues) et vendue à environ 500 exemplaires.